# Бульвар Военно-морских сил
Бульвар Военно-морских сил (в прошлом — Комсомольский бульвар и Бульвар Жванецкого) — улица в Одессе, идёт от улицы Гоголя, повторяя линию Приморского бульвара, к Художественному музею.

## История
5 апреля 2009 года  был назван в честь писателя-сатирика Михаила Жванецкого (1934—2020). Прежние названия — Комсомольский бульвар, бульвар Искусств. Все дома на бульваре относятся к примыкающим улицам, это позволило жильцам не менять свои документы и адреса в паспортах при переименовании бульвара.
В конце июля 2024 года одесскими властями было принято решение переименовать Бульвар Жванецкого в Бульвар Военно-морских сил.

## Достопримечательности

Памятник
А. Нудельману

Памятник апельсину.
Памятник А. Нудельману